# Leinster
Pour les articles homonymes, voir Leinster (homonymie).
Le Leinster (en irlandais Laighean, en latin Lagenia) est une des quatre provinces traditionnelles de l'Irlande. Recouvrant la partie orientale de l'île, son territoire a pour pôle urbain la métropole irlandaise, Dublin.

## Démographie
Le Leinster est de loin la province la plus peuplée d’Irlande. La renaissance économique irlandaise a fait croître Dublin, ses banlieues (notamment Dún Laoghaire, Fingal, Dublin-Sud qui ont été érigées en comtés), et d’autres villes avoisinantes (Bray, Drogheda). La population de la province lors du recensement de 2006 était de 2 295 123 habitants (2 105 449 habitants en 2002, soit un accroissement de 9,0 %).
| 1659      | 1821      | 1831      | 1841      | 1851      |
| --------- | --------- | --------- | --------- | --------- |
| 153 534   | 1 757 492 | 1 909 713 | 1 974 181 | 1 672 738 |
| 1881      | 1911      | 1961      | 1981      | 2011      |
| 1 278 989 | 1 162 044 | 1 332 149 | 1 790 521 | 2 501 208 |

## Divisions administratives
Le fort déséquilibre démographique causé par la polarisation de près d'un tiers des habitants de la république autour de Dublin a conduit en 1994 à regrouper les douze comtés du Leinster,
- dans la région Centre-Est (en),
  - Kildare, Cill Dara en irlandais,
  - Meath, an Mhí,
  - Wicklow, Cill Mhantáin;

- dans la région Centre,
  - Laois, le même en irlandais,
  - Longford, an Longfort,
  - Offaly, Uíbh Fhailí,
  - Westmeath, an Iarmhí;

- avec trois autres comtés du Munster, dans la région Sud-Est (en),
  - Carlow, Ceatharlach,
  - Kilkenny, Cill Cheannaigh,
  - Wexford, Loch Garman,

Inversement, le comté de Dublin, alias Áth Cliath, devenu « Région Dublin », a été divisé en
- Cité de Dublin (en), Bhaile Átha Cliath,
- Dún Laoghaire–Rathdown, Dún Laoghaire-Ráth an Dúin,
- Fingal, idem en gaélique,
- Dublin Sud, Áth Cliath Theas,

Le Louth, Lú, a été rattaché à la région région frontalière (en), laquelle regroupe des comtés de l'Ulster.

## Histoire

### Préhistoire

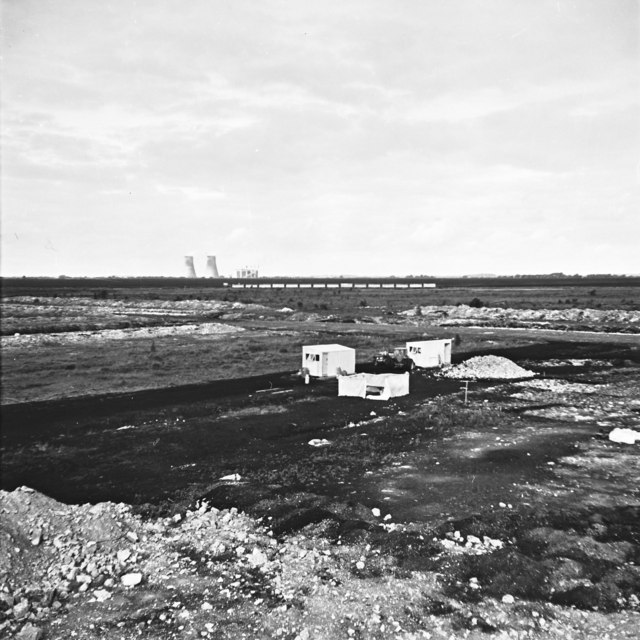
Chantier de fouilles en 1977 à Lough Boora, à l'ouest de Tullamore, d'un des plus anciens sites mésolithiques d'Irlande, soit entre -6800 et -6500.

Le néolithique ne se distingue pas dans le Leinster de celui du reste de l'Irlande mais les vestiges de la civilisation mégalithique qui s'y trouvent témoignent d'un centre religieux et commercial de premier ordre :
- l'ensemble mégalithique Brú na Bóinne ;
- Dun Aulin (en), mythique capitale du Leinster antique.

Le Leinster présente aussi des sites secondaires :
- cairn de Loughcrew ;
- allée couverte à chambre en coin (en) de Kilmashogue (en) ;
- dolmen Chnoc an Bhrúnaigh (en) ;
- cromlech de Kernanstown (en) ;
- menhir sculptée de Clonfinlough (de).

### Premier Royaume du Leinster

#### Antiquité héroïque (76-407)
Les traditions recueillies au XVIIe siècle rattachent la fondation du Leinster à la légende du roi aux oreilles de cheval Labraid Lorc l'Exilé, qu'un manuscrit du XIIe siècle situe trois cents ans av. J.-C.. Arrière-petit-fils du Roi suprême d'Irlande Huon le Grand spolié par son grand-oncle, il revient d'exil avec l'armée du Munster, reconquiert son héritage grâce à la magie de la harpe du barde Craiftine, puis accomplit sa vengeance en assassinant son grand-oncle au cours d'un festin. L'étymologie fantasque des premiers celtisants explique le nom du Leinster, « Laighin » en gaélique, par les fers de lance, « láigne », de l'armée de reconquête du prince Labraid.
Les généalogies des familles souveraines du Leinster distinguent trois peuples :
- le peuple du Laigin proprement dit, qui a donné son nom au Leinster,
- les Gáilióin, envahisseurs conduits par le légendaire Slane dans l'actuel Wexford[7],
- les Dumnonii, habitant au nord de la future province, autour de l'aber Malahide, anciennement nommé « Inber Domnann »[7].

Au temps de Domitien, le Laigin, vaincu en 76 à la bataille d'Achal (en), cède le territoire de Tara, érigé en capitale, au légendaire roi Túathal, qui fut peut être le prince armé, selon Tacite, en 81 par le général Agricola pour reconquérir son trône irlandais.
En 367, sous le règne de Valentinien Ier et de son dauphin Gratien, les « Scots », terme qui désigne alors les guerriers d'Irlande, montent une expédition contre la Bretagne. Ils sont repoussés par le général Théodose mais seize ans plus tard, un espagnol, Maxime, célébré par la légende de Macsen Wledig, est acclamé empereur par les légions de Bretagne. La légende rapporte qu'il le fait à partir de la cité de son beau-père, Segontium, actuel Caernarfon et alors importante garnison de la légion Victrix, la plus occidentale de l'Empire. Cette cité est située dans un territoire appelé aujourd'hui Lleyn, dont l'étymologie Legin renvoie à celle du Leinster. L'archéologie révèle effectivement un certain nombre d'inscriptions oghamiques disséminées à partir des côtes occidentales de la Grande-Bretagne.

#### La légende des saints (408-458)
La mission conduite contre le pélagianisme par Palladius, fils du préfet des Gaules Exuperantius et diacre de l'évêque d'Auxerre saint Germain, est un semi-échec. Débarqué en 431 à Hy-Garchon, lieu-dit de la future Wicklow, il y est mal accueilli par le roi du Leinster Nath Mac Garchon, fondent trois églises, à Tigroney (en) près de l'actuelle Arklow, à Killfinn, vraisemblablement près de Glendalough, à Donard, puis repart l'année même avec deux de ses quatre compagnons Augustin et Benoît, laissant toutefois à Clonard Sylvestre et Solin diriger la mission. Saint Patrick, figure quasiment mythologique plus ou moins confondue avec Palladius , arrive en Irlande l'année suivante par Dublin (en) et s'établit dans un premier temps à Donaghmore.
Les hagiographies tardives illustrent l'évangélisation du Leinster par les figures obscures des Saints :
- Kieran, premier évêque d'Ossory (en), fondateur du monastère de Saighir qui devint nécropole des rois d'Ossory,
- Erc (en), druide converti fondateur du monastère de Slane[11],
- Ivor, directeur d'un séminaire dans l'île Beggerin,
- Abban, neveu du précédent, fondateur d'une église de Ross
- Iserne (en), fondateur des églises d'Aghade et Kilcullen,
- Auxile (en), neveu par sa mère de saint Patrick, fondateur d'une église de Killashee près de Naas,
- Second (en), frère du précédent, auquel sont attribués deux hymnes, fondateur de l'église de Dunshaughlin.

Selon une tradition entretenue par maintes légendes, le prince Eochu fonde au début du Ve siècle la première dynastie historique du Leinster, celle des Kinsella, en vengeant son père et assassinant le Roi suprême d'Irlande du moment, Niall aux neuf otages, l'ancêtre des O'Neill et de nombreux souverains d'Ulster. En 458, son frère, champion converti par Saint Patrick, libère son pays du « boroma », le tribut instauré en 76 par le mythique roi Túathal au profit de la fonction de roi suprême d'Irlande exercée par les O'Neill.

#### Asiles monastiques (459-650)
À la suite de saint Finien, fondateur de l'abbaye de Clonard, saint Colomba fonde les monastères de Durrow et de Kells en 553 et 554 dans un contexte sanglant d'expansion des O'Neill qui voit émerger, en la personne d'Áed Dibchine, une nouvelle dynastie régnante, les Uí Máil, ancêtres des O'Tighe. Sous le règne du fils de ce dernier, une nouvelle génération de moines, qu'ils furent sublimés ou inventés par leurs hagiographes, crée dans le Leinster des institutions qui illumineront le haut Moyen Âge :
- Saint Kevin, du monastère de Kilnamanagh (en), fonde l'abbaye de Glendalough,
- Saint Colman, disciple de saint Fintan au monastère de Clonenagh, fonde celle d'Oughaval (en),
- Saint Canice, disciple de saint Mobhi au monastère de Glasnevin, celles de Finglas (en) et d'Aghaboe (en),
- Saint Mochua (en), disciple de saint Comgall, celle de Clondalkin ainsi que le monastère de Timahoe (en),
- Saint Molaise fonde le monastère de Leighlin, où se dresse aujourd'hui une des plus petites cathédrales,
- Saint Moling (en), celui de Saint Mullin,
- Saint Fiacre, ermite de Graiguenamanagh, choisit de fuir sur le continent.

#### Guerres de clans (650-810)
Au VIIe siècle, les Colmán et les Slane, deux branches des O'Neill, soumettent ceux qui désormais seront appelés Déisi de Tara et repoussent vers l'est, au-delà des monts de Wicklow, les Uí Eneschglaiss. Dans la partie nord du Laigin conquise, ils constituent à leur profit les royaumes de Meath et de Brega.
Au VIIIe siècle, peut-être après avoir expulsé les Déisi, les O'Dowling, branche cadette qui régente le territoire autour de Kildare abandonné par les mêmes Uí Eneschglaiss, chassent les Kinsella de la vallée de la Liffey vers le sud et la vallée du Slaney, dans l'actuel Wexford, et se déchirent en deux clans rivaux, les O'Fealy et les O'Muiredaig, ancêtres des O'Toole, revendiquant chacun la suprématie sur le Leinster. Dans le même mouvement, les Kinsella chassent les Uí Bairrche de Carlow d'une part plus en aval dans la vallée du Barrow, d'autre part vers la côte est.
En 744, durant les années de quasi guerre civile du règne de Cellach, saint Máelruain (en) fonde l'abbaye de Tallaght et y accueille le culdee de Clonenagh, saint Óengus (en), au terme de sa campagne de réformation. En 806, les pères en lutte contre le paganisme interdisent les Jeux Tailtiques.

### Invasions vikings

#### La rébellion de l'Ossory (811-871)
À la faveur des rapines exercées depuis 795 par les Vikings à partir de l'île Lambay, telles le sac de Tallaght en 811 ou le rapt de Howth en 821, puis à partir du port de Wicklow, le fort de Dublin fondé par Thorgils en 841 ou celui de Waterford établi en 853, les Kinsella annexent au Leinster le royaume voisin d'Ossory en 848.
Son souverain déchu, Cerball mac Dowling, assassine en 853 le taoiseach des Kinsella. Il ravage en 858 leur territoire aux côtés du Norvégien Ivarr puis, en 859, celui du Meath de concert avec Amlaíb Conung. Il participe à des expéditions danoises puis s'allie au roi O'Neill Áed Findliath pour envahir deux fois, en 870 et 874, le Leinster défendu par Muiredach mac Brain. Vainqueur en 870 à la bataille de Dunboyke, il favorise les Norvégiens de Dublin qui tuent en 871 le roi du Leinster Ailill mac Dúnlainge. Les églises, dont le monastère de Glasnevin, les abbayes de Finglas (en), Clondalkin et Glendalough ainsi que le centre religieux et politique de Naas, sont brûlés.

#### Les prédations du Royaume de Dublin (872-997)
En 917, les Vikings conduits par Sihtric l'aveugle, roi de Dublin, tuent les six cents hommes de l'armée du Leinster ainsi que leur roi Augaire mac Aililla à la bataille de Confey (en), près de Leixlip. En 946, Olaf le Rouge fils de Sihtric pille les abbayes de Clonmacnoise et de Kilcullen. En 951, Gothfrith, autre fils de Sihtric, pille Kells, où il rançonne trois cents otages, Donaghpatrick (en), Ardbraccan (en), Carnaross, Kilskeer (en) et d’autres églises du Meath.
En 970, Olaf, de retour, pille de nouveau l'abbaye de Kells. En 971, quelques descendants des « étrangers noirs » installés sous le règne de Ragnall par Ottir à Waterford brûlent le monastère de Saint-Mullin. En 979, le tout nouveau roi du Leinster Dómnall « Le Louche » est capturé et emmené en otage à Dublin. Il est libéré l'année suivante à la suite de la victoire remportée à Tara sur Olaf par le chef des Colmán, Malachie le Grand. Trois ans plus tard, celui-ci envoie le fils et successeur d'Olaf, Gluniarian, qui est aussi son demi-frère, piller Glendalough pendant que de son côté il ravage le Leinster et vainc le même Dómnall « Le Louche », cette fois appuyé par les Vikings d'Ivarr de Waterford, pilleur de Kildare l'année précédente.
Glúniairn lui-même est assassiné en 989 par un certain Colbain retenu en esclavage. En 995, son frère Sigtryggr Barbesoie, désormais neveu du roi « évangélisateur » de Norvège, Olaf Tryggvason, par le remariage de sa tante, la reine de Dublin Gyda, pille Kells et Donaghpatrick (en). Deux ans plus tard, il récidive à Kells et Clonard.

#### La sujétion au Leath Moga (997-1014)
Entretemps, en 996, Malachie le Grand, roi de Meath devenu Roi suprême d'Irlande, s'allie à son rival Brian Boru pour conduire les représailles contre Dublin. En 997, Brian Boru, prétendant issu des Petits Déisi alliés au O'Neill et ancêtre des O'Brien, annexe le Leinster au Munster ainsi qu'une partie du Connaught, unifiant tout le sud de l'Irlande dans ce qui constitue, face à la puissance des O'Neill, la « moitié de Moga ».
À la suite de la bataille de Glenmama et de son entrée dans Dublin le 1er janvier 1000, il s'empare de l'or de Barbesoie et du Royaume de Dublin. Il prétend dès 1002 au titre de Roi suprême d'Irlande. L'année suivante, il destitue les Uí Dúnchada, branche des O'Dowling à l'origine des Fitz Dermot, en déposant le roi du Leinster Donchad (en). Le remplacement de ce dernier par Máel Mórda mac Murchada pour incarner la résistance à l'hégémonie de Brian Boru consacre la branche rivale au sein de la lignée des O'Dowling, les O'Fealy, ancêtres des O'Byrne.
Les relations entre Mael Morda et Brian Boru, maître effectif et contesté de toute l'Irlande à partir de 1008, empirent et ce dernier répudie la princesse du Leinster Gormflaith en 1010. Assassiné dans les derniers mouvements de sa victoire de Clontarf le Vendredi saint 1014, il est inhumé à Dublin.

#### L'esclavage (1015-1041)
Après une épidémie de peste qui ravage le Leinster en 1015, les pillages de Barbesoie et les représailles qui s'ensuivent reprennent :
- campagne de Meath en 1017,
- massacre et rafle de Kells en 1018,
- razzia de Delgany (en) en 1021,
- coup d'arrêt contre une coalition à la bataille navale de la Boyne en 1022,
- raid de Staholmock (en) et bataille de Lickblaw en 1027,
- massacre de Ardbraccan (en) en 1035.

Une course aux otages des plus lucratives se développe pendant un quart de siècle. Dublin, première cité d'Irlande à frapper monnaie, devient un important marché aux esclaves où prospère l'artisanat de luxe et le Leinster un réservoir de peuplement de l'Islande.

### Restauration des Kinsella

#### Surgissement de la modernité (1042-1166)
Le chef des Kinsella, Dermot « fils du Bouvier », ayant réussi à chasser les vikings de Waterford en 1037, reprend aux O'Dowling le titre de roi du Leinster en 1042, à la mort du roi Murchad, puis annexe en 1052 la Dublin viking occupée depuis 1046 par le roi des Îles Margad Ragnaldson et assujettit Man en 1061.
En 1148, son arrière-petit-fils, le roi Dermot Mac Murrough, qui a massacré sept ans plus tôt tous les opposants politiques, introduit la réforme grégorienne, par laquelle l'église tend à s'affranchir des clans, propriétaires héréditaires des bénéfices ecclésiastiques, et à instaurer un ordre social nouveau basé sur l'autorité romaine d'évêques citadins et non plus le prestige des abbés missionnaires. Les cisterciens installés par Malachie O'Mongoir dans la grande abbaye de Mellifont absorbent les savigniens de l'abbaye de Dublin et s'implantent à Bective et à Baltinglass.
Quatre ans plus tard, le synode de Kells crée pour le Leinster, dans le prolongement du synode de Ráth Breasail, un diocèse unique réunissant l'église norse de Dublin et l'abbaye de Glendalough. La règle augustinienne, déjà présente chez les arrousiens de Trim (en), est imposée avec le chant grégorien par l'abbé puis archevêque Laurent O'Toole à l'abbaye Sainte Marie construite dans la capitale du roi Dermot, Ferns. Suivront les prieurés arrousiens de la cathédrale de la Sainte Trinité et de Toussaints (en) à Dublin, l'abbaye victorine Saint Thomas Beckett martyre, construite dans un franc alleu (en) de Dublin (en), l'abbaye des augustines Grâce Dieu (en) réservée à la noblesse, celle de Selskar (en)…

#### Invasion normande (1167-1175)
Chassé de son trône en 1166, le roi Dermot récupère celui-ci quatre ans plus tard lors du siège de Wexford avec l'aide de barons normands qu'il marie et possessionne dans le Leinster, en particulier :
- Hugues de Lacy, fait baron (en) de Navan et seigneur de Meath, qui installe les Templiers à Clontarf (en) et Ballyman près de Dublin ;
- Maurice FitzGerald (en), protecteur de Dublin ;
- Robert Fitz Stephen (en), accompagné par son neveu Robert de Barry (en) et fait baron (en) de Bargy (en) ;
- Bertram de Verdun, nommé Justiciaire (en) et seigneur de Dundalk ;
- Meiler Fitz Henry (en), baron (en) de Carbury et fondateur de ce qui deviendra un des principaux monastères du Leinster, le Grand Prieuré de Connell (en).

À sa mort en 1171, ces barons, inférieurs en nombre mais supérieurs par leur chevalerie moderne et unis derrière l'un des leurs devenu gendre du défunt roi, Richard de Clare, font face à un soulèvement général au cours duquel les O'Byrne détruisent Kilkenny. Leur suzerain Henri Plantagenêt se saisit de l'occasion pour intervenir militairement et imposer par le traité de Windsor sa suzeraineté à l'Irlande.

### Le Leinster anglo-normand

#### L'ordre Plantagenêt (1176-1314)
Clare se voit confirmer le titre de Lord du Leinster et octroyer celui de « vice-roi d'Irlande ». Le Leinster devient le pôle de la domination normande au sein d'une seigneurie d'Irlande dont le seul fondement juridique est la bulle Laudabiliter. Une architecture en pierre se substitue aussitôt aux édifices religieux et militaires construits en bois. Une zone d'exclusion, le Pale, est constituée sur une large part de son territoire. Le Parlement d'Irlande, qui ne traite pas les affaires qui relèvent des brehons, siège dans son ressort, initialement à Castledermot en 1264, puis le plus souvent à Drogheda, à Kilkenny en 1366, et après 1455 à Dublin. Les nouveaux maîtres, tels Geoffroy de Joinville, gèrent leurs domaines en rupture avec les règles claniques et conservent des fiefs familiaux dans tout l'empire Plantagenêt. Ils y circulent et s'y marient, entrainant immigration et émigration de tout un personnel militaire, administratif et religieux.
Dès 1189, Guillaume le Maréchal, comte-maréchal d'Angleterre et nouveau seigneur de Leinster, inaugure à Ross l'architecture des mottes, imité par exemple dix ans plus tard par Richard Tuite (en) à Granard. La très jeune épousée du Maréchal, Isabelle de Clare, héritière du roi Dermot, libérée par ce mariage de sa prison de la tour de Londres, reconstruit Kilkenny en 1192. En 1204, le justiciaire d'Irlande Meiler Fitz Henry (en), qui peine à gérer les querelles entre barons se disputant le reste de l'Irlande, fait construire le château de Dublin. À l'automne 1208, récemment démis de ses fonctions, il brûle Old Ross en l'absence du Maréchal mais il est défait par Isabelle. Le couple régnant multiplie les inaugurations d'abbayes. Le Leinster se couvrira peu à peu d'établissements bénédictins, franciscains, dominicains : le Prieuré Noir (en), le prieuré Saint-Malachie de Carlingford… En 1311, une université est ouverte à Dublin.

#### Résistance des Bruce et des Kavanagh (1315-1477)
Malgré leur défaite à Innermallan puis celle de Roger Mortimer à Kells en 1315, les Normands Jean de Bermingham, comte de Louth, et Edmond Butler (en) arrêtent trois ans plus tard la carrière indépendantiste d'Édouard Bruce, descendant de Brian Boru et cadet du roi d'Écosse, à Faughart sur la frontière nord du Pale.
En 1390, Art le Grand, descendant du fils aîné du dernier roi du Leinster indépendant, après avoir été spolié en application des statuts de Kilkenny pour avoir contracté un mariage « inter racial », restaure avec le soutien de ses alliés O'Toole la souveraineté de la lignée des Kavanagh (en), issue des Kinsella, sur le Leinster. En 1401, à l'occasion du renversement d'Henri II, il refuse l'hommage à Henri de Lancastre et obtient en 1409, après des années de guérilla, une reconnaissance de l'état de fait sous la forme d'une amnistie.
Cette indépendance insurrectionnelle devient insoutenable quand, en 1442, les Anglais tuent Muirceartach, petit-fils et héritier présomptif d'Art le Grand. Le père de Muirceartach, Donnchad, abdique treize ans plus tard.

#### Le Leinster géraldin (1478-1535)
En 1478, le roi Édouard d'York confie à un Fitz Gerald, Garret Mor, la charge de Lord Deputy. Puissant comte de Kildare voisin du Pale, il est plus à même qu'un Lord lieutenant anglais et absent de mener les affaires. Arrêté lors de la bataille de Stoke à la tête d'une armée de quatre mille cinq cents Irlandais dans une tentative de restaurer la maison d'York sur le trône d'Angleterre, il reste en sursis jusqu'à une disgrâce au cours de laquelle son successeur, Édouard Poynings, initie la « reconquête Tudor de l'Irlande » en promulguant, en 1495, les statuts de Drogheda (en). En juillet, les Fitz Gerald repoussent le siège de Waterford conduits par Perkin Warbeck, prétendant au trône des York, à l'instigation de leur ennemi juré, le comte de Desmond. L'année suivante, Garret Mor, revenu en grâce, reçoit à Dublin un triomphe royal.
La politique de son fils et successeur, Garret Og, lequel a été élevé en tant qu'otage à la cour d'Henri Tudor, est celle de la répression contre les fiefs constitués sur de grandes domaines inaccessibles dont l'autonomie est assurée par de véritables armées claniques, ceux des O'More (en) à Leix en 1514, des O'Toole à Imaal en 1516.
Peu après son arrestation en 1534, son fils, Thomas le Soyeux, investit Dublin avec cent quarante cavaliers, fait poursuivre l'archevêque (en) et Chancelier John Alen (en) par deux tueurs à gages qui l'assassinent, puis se réfugie au château de Maynooth. Là, la garnison reçoit du nouveau Lord Deputy, « Guillaume le Canonneur », le « Pardon de Maynooth », c'est-à-dire que tous les survivants sont exécutés par pendaison. Le comte de Kildare lui-même est arrêté plus tard et pendu en 1537 à Tyburn avec cinq de ses oncles.

#### La dictature Tudor (1536-1570)
L'année suivante, le Garde des Sceaux (en) Gerald Aylmer (en), de concert avec le nouveau Chancelier John Alan (en), entame par l'abbaye Saint-Wolstan de Celbridge le processus de confiscation des quelque quatre cents monastères irlandais, premier acte juridique imposant la Réforme (en). En août 1539, la Ligue Géraldine, réunissant les principaux clans d'Irlande pour la restauration dans ses droits de Gerald FitzGerald, demi-frère encore adolescent de Thomas de Kildare, tente un raid contre le Pale et est écrasée à Monaghan.
La répression militaire, commencée sous le gouvernement de Grey (en), continue sous celui de Saint Léger, contre les Kavanagh, les O'Byrne, les Fitz Patrick (en). Doublée d'une politique de « renonciation et restitution », elle aboutit à la disparition de la tanistrie et permet par là l'exercice direct de la souveraineté par Henri VIII. En 1556, le nouveau Lord lieutenant Thomas Radclyffe choisit le Leinster pour inaugurer, au nom de la catholique Reine Mary, le système des plantations en créant la colonie de peuplement Maryborough, qui entérine la spoliation du domaine des O'More (en) commencée en 1548 sous le gouvernement d'Edward Bellingham, redouté seigneur du « Château Noir (en) ».
L'excommunication de l'héritière d'Henri VIII, Élisabeth, prononcée par le pape en 1570 et promulguée par la bulle Regnans in Excelsis exacerbe, spécialement dans le Pale et les comtés voisins, l'antagonisme entre vieux Anglais et Gaëls d'un côté, nouveaux Anglais anglicans de l'autre, et fixe dans la naissance, par le baptême, l'appartenance ou non à la catégorie d'ennemi potentiel de l'État.

### Le Leinster dans les guerres d'extermination

#### De la rébellion de Glenmalure à la guerre de religion (1571-1593)
En 1572, le sénéchal du Wexford conduit dans les monts Wicklow (en) une expédition punitive au cours de laquelle seize villages sont brûlés. En représailles, Fiach McHugh O'Byrne, complice de l'évasion des rebelles de Desmond du fort de Dublin en 1569, harcèle depuis Glenmalure les villages du comté avec quatre cents hommes. Cinq ans plus tard (ou plus tôt, selon les sources) Francis Cosby (en), l'un des soldats-colons de Maryborough agissant sur les ordres du Lord lieutenant Henry Sidney désireux d'éliminer une aristocratie qui est au cœur de la résistance, utilise le prétexte d'une montre pour perpétrer le massacre de Mullaghmast, sans pour autant mettre un terme à la guérilla des O'More (en).
Ceux-ci rejoignent en juillet 1580 à Glenmalure la résistance reconduite par Fiach Mac Hugh avec cette fois les Kavanagh, les O'Toole et l'anglais James Eustace (en), rallié par catholicisme. Creon Mac Murrough, descendant légitime d'Art le Grand, est proclamé roi du Leinster. La coordination avec la rébellion de Desmond est négociée début août à Baltinglass par Nicholas Sanders, un prêtre proche du cardinal Allen et de la Ligue stipendié par Philippe II d'Espagne pour le compte du neveu du pape promis au trône d'Irlande. Elle ne produit que quelques expéditions sans lendemain dans la vallée du Barrow. Le 25 août, une partie des six mille hommes du Lord Deputy Arthur Grey sont repoussés dans un défilé à la bataille de Glenmalure. Au terme d'une retraite difficilement protégée par l'arrière-garde du capitaine Stanley (en), huit cents d'entre eux auront péri dans des embuscades. Les troupes de Fiach O'Byrne incendient les maisons anglaises du Wexford mais leur chef ne sait pas exploiter l'avantage acquis.
Aussitôt Grey répond par une persécution aveugle au cours de laquelle de nombreux vieux Anglais, jusqu'alors fidèles, sont pendus comme traitres dans la campagne du Wexford. Le 5 juillet 1581, les « martyrs du Wexford (en) », un boulanger, un convers et quatre marins convaincus d'avoir organisé l'évasion de James Eustace (en), subissent le châtiment « hanged, drawn and quartered ». L'agitation ainsi suscitée dans les alentours de Dublin oblige Grey à rappeler les troupes de Stanley (en) dans les frontières du Pale. Débarqué clandestinement au port de Holmpatrick à l'automne 1583, l'archevêque de Cashel Dermot O'Hurley est caché par les O'Reilly dans leur fief de Slane chez le baron Thomas Flemyng. Arrêté sur le chemin de son diocèse et incarcéré le 8 octobre, il est torturé dans la prison de Dublin. Sa pendaison sur la place Hoggen Green le 20 juin 1584 scandalise la catholicité tout entière. Sa sépulture dans l'église Saint Kevin à Dublin devient un lieu de pèlerinage. Plusieurs autres « praemunire », dont la « Dame Mairesse (en) » Margaret Ball, subissent dans la même prison le martyre ou montent à l'échafaud dans la prière. En 1592, l'un des tortionnaires, le Chancelier Adam Loftus, fonde dans les locaux confisqués du Prieuré Toussaints (en) le Collège de la Trinité de Dublin.

#### La guerre de Neuf Ans dans le Leinster (1594-1603)
Durant la guerre de Neuf Ans, les deux mille premiers hommes du corps expéditionnaire de Robert Devereux débarqués à Dublin le 15 avril 1599 passent leur revue à Drogheda et défilent à Kilkenny tenu par Thomas Butler. Pour faire face à l'Ulster, cinq mille hommes sont disposés sur la frontière du Pale, mais pour sa campagne contre le Desmond insurgé, Robert Devereux ne bénéficie plus de l'appui direct des dix-huit chefs du Meath et de Fingal ralliés par le 13e comte de Kildare, William Fitz Gerald, tous péris noyés lors de la traversée. Parti le 9 mai de Dublin à la tête de deux mille cinq cents fantassins et trois cents cavaliers pour la plaine du Curragh, il prend de là Athy où il subit le harcèlement des O'More (en) puis retourne à Kilkenny après avoir essuyé de légères pertes dans sa descente vers Cashel au « Défilé des Plumes ». Sa liaison avec la base de Dublin qu'assure son sénéchal Henry Harrington est coupée quand le 29 mai celui-ci est assailli dans les monts Wicklow par les O'Byrne conduits par Phelim Mac Feagh.
De retour dès le 22 juin de sa vaine expédition dans le Munster avec un effectif réduit de plus de la moitié, Devereux incendie la côte du Leinster au cours d'une retraite périlleuse. Il essuie un lourd revers contre un millier d'O'Byrne en franchissant la rivière Clonnough au sud d'Arklow et atteint Dublin le 2 juillet au bout de huit semaines de campagne. Une seconde expédition par Maryborough et Philipstown aboutit à un affrontement laborieux au Capitaine Richard Tyrell, une nouvelle retraite vers Dublin et ce qu'un détracteur, le secrétaire d'État Robert Cecil, dénonce être le plus désastreux de tous les faits d'armes anglais en Irlande. Reparti le 1er septembre de Kells avec trois mille sept cents fantassins et trois cents cavaliers pour l'Ulster, Robert Devereux revient à Drogheda trois semaines plus tard avec le même résultat.
En 1600, son successeur, Montjoie, commence par investir Maryborough attaqué par les O'More puis part à la conquête de l'Ulster par le défilé qui en protège le Leinster. C'est la bataille de la Passe Moyry. Il signe trois ans plus tard à Mellifont une paix humiliante pour toutes les parties, les Anglais voyant les vaincus traités avec honneur, ceux-ci voyant gaélique, bardes et brehons proscrits. Le chef du sept des Kavanagh, Domhnall Mac Murrough dit L'Espagnol, à cause de son exfiltration vers l'Espagne via Wexford organisée quand il était enfant, en 1568, par le corsaire Thomas Stukley, reçoit une pension et obtient la reconnaissance de ses titres sur ses terres des monts Marches Noires, au nord Enniscorthy. En échange, il renonce à la transmission du titre de roi. C'est la déposition du dernier roi du Leinster.

#### Le Leinster dans l'impasse politique des Stuarts (1604-1640)
En 1606, le comté de Wicklow est érigé comme une colonie face aux six cent vingt kilomètres carrés fortifiés des O'Byrne, où pas un shérif ne peut opérer.
Image de l'état de la société leinstéroise et reflet de la déliquescence du pouvoir, en mai 1609 une partie de tennis disputée dans le monastère dissous Saint Thomas Beckett entre le jeune pair Ranelagh et l'intrigant Howth, homme détesté du deputé anti récusants Arthur Chichester, dégénère en une échauffourée entre Nouveaux et Vieux Anglais qui fait un mort. En 1610, sous le règne d'un Jacques Stuart à court d'argent, une seconde plantation est créée au détriment des Kavanagh dans le Nord du comté de Wexford. En 1621, le roi réclame, en tant qu'héritier des comtes de Clare, la presque totalité des terrains du Haut Ossory et se fait des ennemis des Fitz Patrick, barons du Haut Ossory, en y implantant en 1626 une troisième plantation.
Après avoir échoué à faire bannir les prêtres, le député Falkland, homme de paille de l'affairiste Buckingham, se livre à une concurrence délétère dans la captation des charges et des revenus afférents avec le chancelier Loftus. L'inculpation de celui-ci en 1628 pour avoir conspiré durant leurs assizes avec les O'Byrne échoue et par là même l'établissement d'une quatrième plantation sur le territoire de ceux-ci. Les affaires du Leinster, parallèlement à celles liées à la colonisation de l'Ulster et du Connaught, deviennent le prétexte de la tyrannie. Le remplaçant de Falkland, Strafford, après avoir déçu les espoirs de « Grâces » placés en la reine Henriette de France, fait arrêter par le shérif de Dublin tout parlementaire papiste récalcitrant, et condamner par la sinistre Chambre du Château, cour de justice où triomphe l'arbitraire, Francis Annesley pour avoir défendu la cause des O'Byrne, Adam Loftus pour avoir favorisé les Fitz Gérald.

#### La destruction du Leinster (1641-1660)
Le Leinster est un des principaux champs de bataille de la guerre de Onze Ans. Le complot de 1641 est déjoué à Dublin et les insurgés conduits par le sixième vicomte de Gormanstown échouent devant Drogheda mais le général rallie de nombreux soutiens à l'intérieur du Pale. Dans le sud-est, une armée est levée par Richard Butler mais est battue à Kilrush par celle de son cousin loyaliste James Butler. Après la sévère défaite infligée par les six canons de ce dernier à New Ross en 1643, l'armée du Leinster conduite par Thomas Preston, fils cadet du défunt vicomte de Gormanstown, remporte en 1645 le siège de Duncannon. En 1646, les Confédérés, dix-huit mille hommes impossibles à nourrir, échouent dans le siège de Dublin et l'armée du Leinster est détruite l'année suivante au Mont Dungan par celle des Parlementaires conduite par Michael Jones.
Deux ans plus tard, Olivier Cromwell profite du massacre par Michael Jones de quatre mille assiégeants au cours de la bataille de Rathmines pour débarquer dans le port de Ringsend préservé, dans le but d'unir définitivement l'Irlande à l'Angleterre. Au cours de sa conquête, les quinze mille vétérans de son « Armée d'un genre nouveau » ruine le pays (un contemporain, William Petty, estime à 40 % la diminution de la population), semant la peste bubonique, notamment dans le Leinster par trois opérations en deux ans :
- le siège de Drogheda (environ 6 000 Irlandais tués dont 2 780 militaires et tous les prisonniers),
- le sac de Wexford (près de 4 000 tués dont plus 1 500 civils),
- le siège de Waterford (près de 3 000 morts de chaque côté).

Le colonel John Hewson organise la famine dans les comtés de Wicklow et Kildare, et le colonel Cork dans celui de Wexford. Les montagnes de Wicklow et les reliefs difficiles d'accès, tels la tourbière d'Allen ou les drumlins, deviennent des zones de maquis pour les « tories » contre lesquels le général Henry Ireton conduit en juin 1650 une vaine expédition punitive. En avril 1651, un décret déclare le comté de Wicklow zone de guerre, autorisant le tir à vue sur tout suspect ainsi que la confiscation de son bétail et de ses biens. En mai 1652, John Fitz Patrick, chef confédéré de la résistance du Leinster, rend les armes avec ses homologues du Munster et du Connaught à Kilkenny. La loi d'Occupation exclut les catholiques du Parlement mais reconnait aux combattants leur statut de militaire et les autorise à partir servir dans des armées étrangères qui ne sont pas en guerre avec la République. Un grand nombre part en Espagne et en France.

### Le Leinster dans l'Irlande occupée

#### Conflits fonciers et querelles de charges sous la Restauration (1661-1689)
Durant la Restauration, Charles II tâche de mettre en œuvre une politique de tolérance et en 1662 une seconde loi d'Occupation dépossède les têtes rondes que Cromwell avait payées en terres irlandaises. Le « mécontentement irlandais » rassemble les propriétaires spoliés derrière l'aventurier Thomas Blood mais leur projet de prendre d'assaut le château de Dublin et de tirer rançon du Lord lieutenant James Butler échoue. Ceux qui ne sont pas capturés dans les monts Wicklow et exécutés rejoignent les rangs hollandais de Corneille de Witt, « ministre de l'Intérieur » des États généraux des Pays-Bas chargé de la guerre contre l'Angleterre.

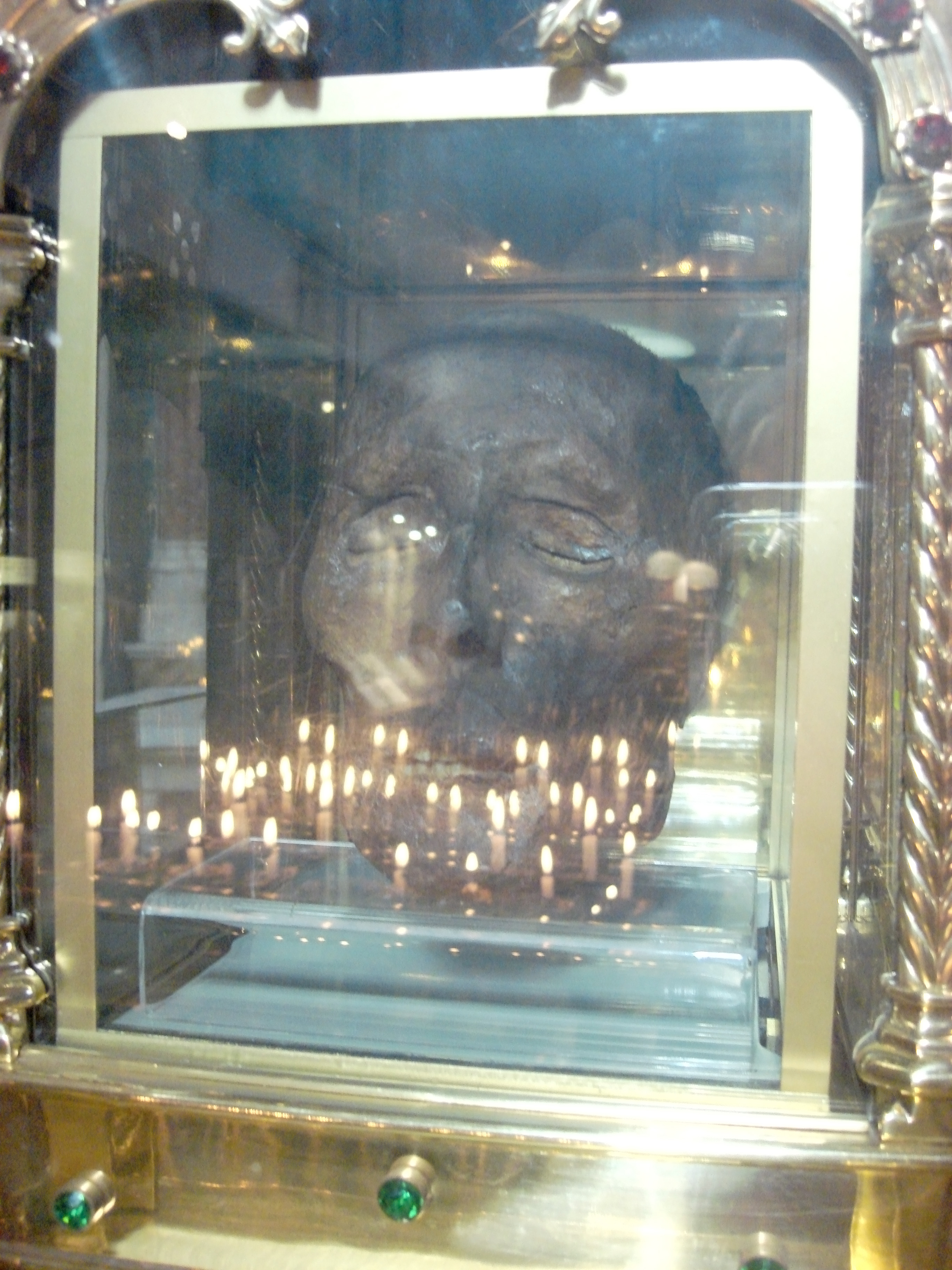
Chef de saint Plunket visible à Saint-Pierre en Drogheda.

La nomination en 1669 du jésuite Pierre Talbot au ministère de l'archevêché de Dublin y provoque des débats publics, qui se traduisent en un rapport de doléances adressé au roi Charles II. L'année suivante, le nouveau primat de toute l'Irlande Olivier Plunkett inaugure à Drogheda un collège jésuite, premier établissement scolaire à accueillir des élèves des deux confessions. Les nouveaux Anglais anglicans protestent à leur tour et obtiennent en 1673 de nouvelles mesures de persécution, la Loi pour prévenir des dangers qui pourraient venir des récusants papistes, ainsi que l'exil de l'archevêque, que Titus Oates incriminera cinq ans plus tard dans le Complot papiste avec le primat Olivier Plunket. Celui-ci entre en clandestinité en 1678 à Killartry mais est arrêté en décembre 1679 à Dublin. Inculpé à Dundalk, il est transféré à la prison de Newgate à Londres. Il subit le martyre « hanged, drawn and quartered » à Tyburn le 11 juillet 1681.
Une des premières mesures prises en 1685 par le frère et successeur de Charles II, l'absolutiste Jacques II, est de nommer le frère cadet de l'archevêque honni des nouveaux Anglais, Richard Talbot, commandant en chef de l'armée en Irlande. Celui-ci nomme à son tour un grand nombre d'officiers catholiques. Promu en 1687 Lord Député, ce sont les offices civils qu'il distribue, si bien que quatre ans plus tard, quand le roi est chassé par la Glorieuse Révolution, le Leinster lui reste fidèle, à la différence de l'Ulster où les colons sont plus nombreux. Débarqué à Kinsale le 12 mars 1689 avec un corps expéditionnaire français de six mille hommes pour reconquérir son trône, Jacques II est acclamé à Dublin par un « parlement patriote ».

#### Le Leinster dans la conquête willamite (1689)
Le 24 mai, la Loi de Tolérance votée par le Parlement d'Angleterre, en excluant les catholiques, conforte la majorité des leinsterois dans leur légitimisme. La guerre willamite est engagée par le débarquement des orangistes en Ulster, le 11 juin à Derry assiégé depuis presque deux mois puis à Carrickfergus le 24. Elle se décide le 11 juillet sur le territoire du Leinster, en amont de Drogheda, lors de la bataille de la Boyne, où s'affrontent quelque soixante mille combattants. Cette défaite des royalistes, inférieurs en nombre et sans piétaille équipée ni entraînée, se solde par leur perte d'environ mille cinq cents hommes. La cause jacobite est irréversiblement perdue dès le 31 juillet à la bataille de Newtownbutler. Parties de Dublin, deux mille des recrues de Justin MacCarthy, peu aguerries, y sont tuées au cri de "No Popery".
Deux mois plus tard, le traité de Limerick organise l'exil de dix mille « oies sauvages » vers la cour de Saint-Germain-en-Laye. Les fantassins de Dillon et les cavaliers de Butler, deux régiments leinsterois des cinq de la Brigade irlandaise arrivée en France dès le mois de mai précédent pour compenser le corps expéditionnaire français dans la guerre contre la Grande Alliance, sont reversés dans trois nouveaux sous le commandement unique du Dublinois Patrick Sarsfield. La petite noblesse du Leinster, mêlée à des bourgeois insermentés et dépossédés, se réfugie dans les ports de Bretagne dont la législation permet sans déroger de vivre de « bourse commune » dans le métier d'armateur, tels les Walsh à Saint-Malo ou les O'Shiell et les Luker recueillis par la communauté irlandaise de Nantes.

#### Embargo, spoliation et famine (1690-1766)
Dès 1692, le maire de Dublin Francis Brewster (en) dénonce devant la Chambre basse puis par voie de presse la ruine des propriétaires fonciers, producteurs de beurre salé, et des manufactures, exportatrices de salaisons ou de lin, organisée au profit de l'E.I.C. par les Lois de navigation. Obtenues par la corruption, celles-ci, pour favoriser le coton des colonies libre à l'importation, taxent l'exportation de la laine vers l'Angleterre. Cet embargo est dénoncé systématiquement en 1698 par le député de l'université de Dublin, William Molyneux, dans un essai subversif, qui sera brulé en place publique. Reprenant les arguments de son défunt beau-père, le procureur général William Domville (en), il porte lui aussi la cause devant la Chambre des communes.
Comme toute l'Irlande, le Leinster voit à partir de 1703 les spoliations organisées par la Loi pour empêcher le développement du papisme. À chaque succession, l'héritage foncier revient à un anglican autochtone, membre de la succession converti ou parent par alliance, ou bien aliéné comme une rente à un landlord anglais, absent mais représenté par un majordome. À une agriculture vivrière se substitue une agriculture d'exportation dans laquelle la rémunération des autochtones est ajustée en fonction du cours des marchés. En 1719, l'affaire Sherlock versus Annesley, propriétaires à Naas, donne le prétexte de la résolution Sixth of George I par laquelle le Parlement de Grande-Bretagne s'érige en censeur des décisions de celui d'Irlande, en particulier celles qui pourraient freiner l'exportation.
Le dispositif est renforcé par tout un arsenal législatif, les Lois pénales. C'est dans ce contexte répressif qu'en 1724 les Lettres de Drapier, un pamphlet publié anonymement par le doyen de la cathédrale de Dublin, Jonathan Swift, dénonce la collusion du gouvernement anglais dans un trafic de fausses monnaies destinées à l'Irlande. Aux mesures économiques, la Loi de privation de droits ajoute en 1728 la déchéance civile en réduisant les catholiques à l'état de sujets incapables d'exercer les charges publiques. Un certain nombre de celles-ci, ainsi que des titres de courtoisie, sont distribuées par faveur à des courtisans anglais, rarement présents, sinon irlandais, en raison de leur influence, tel James Fitzgerald au profit duquel sera restauré le duché de Leinster. En juin 1731, est fondée à la Maison du Leinster la Société royale de Dublin pour promouvoir le développement économique.

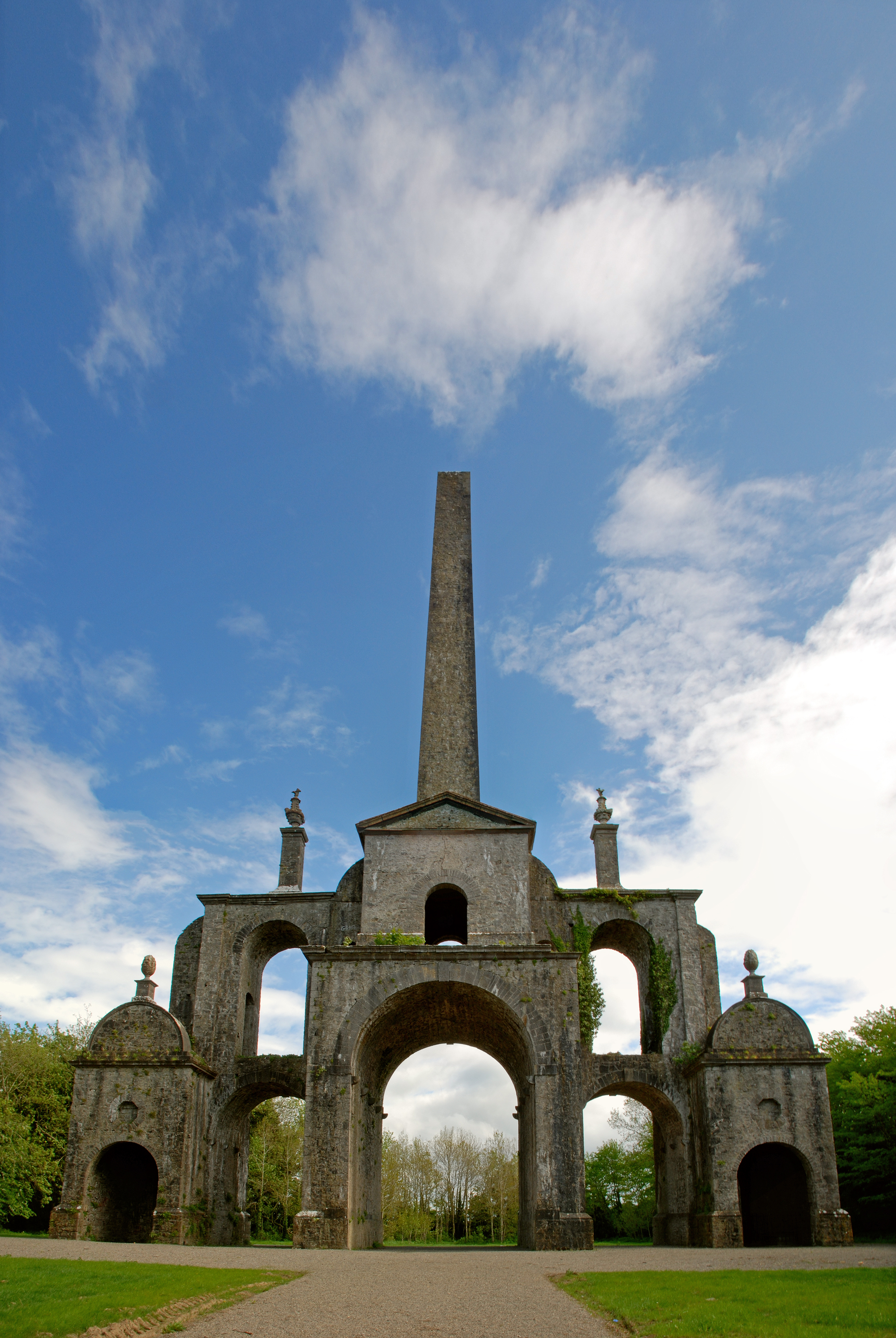
La fabrique dite folie Conolly construite en 1740 à Castletown House par Katherine Conyngham, veuve du speaker William Conolly, illustre la tentative philanthropique d'une politique de grands travaux palliant le chômage des campagnes.

L'épisode très inhabituel de « Grand froid » de décembre 1739 se prolonge jusqu'à l'été entraînant une famine de vingt mois, l'« année de l'hécatombe ». Dès janvier, des marchés et des magasins de Dublin sont pillés. La mortalité triple en février. À la mi avril, un navire chargé d'avoine dans le port de Drogheda est déchargé de force par les habitants, à la suite de quoi l'amirauté se résout à interdire l'exportation, limitée depuis le 19 janvier à la Grande-Bretagne. Le dernier samedi de mai, la rumeur d'un complot des boulangers de Dublin, où les affamés des campagnes se sont réfugiés, y déclenche une émeute de trois jours au cours de laquelle le pain est pillé ou distribué. Les moulins des alentours sont pris d'assaut et le grain vendu à bas prix jusqu'à ce que l'armée mate l'émeute dans le sang. Les prix ne baissant pas, des émeutes se renouvellent un peu partout durant tout l'été quand des navires sont arraisonnés par des corsaires à la solde de l'Espagne.
Une saison de pluie se conclut par l'inondation du 9 décembre 1740. Le 15 décembre, le maire de Dublin Samuel Cooke, l'archevêque Hugh Boulter, le speaker Henry Boyle et le Chancelier Robert Jocelyn tiennent conseil et décident un secours, sur fonds propres, aux pauvres de leur ville et un recensement des stocks. L'hiver 1741 voit la Liffey et le rivage geler, des blocs de glace confinant les navires dans le port de Dublin. Le recensement révèle la pertinence de la suspension des exportations. Les seuls 1 655 fermiers du comté de Louth détiennent en moyenne chacun plus de 51 barils de grain. Durant le « Printemps noir » 1741, des philanthropes, à l'instar de Katherine Conyngham, distribuent de l'argent et tâchent d'organiser une politique de grands travaux, monuments, canaux, drainage des terres, nettoyage des ports, constructions de routes, pavage de rues. À Drogheda, le juge Henry Singleton, ami de Jonathan Swift, y laisse sa fortune. Le retour à la normale ne se fait qu'en juillet. Plus d'un tiers de la population a disparu.

#### Dublin, cœur du mouvement d'émancipation (1767-1797)

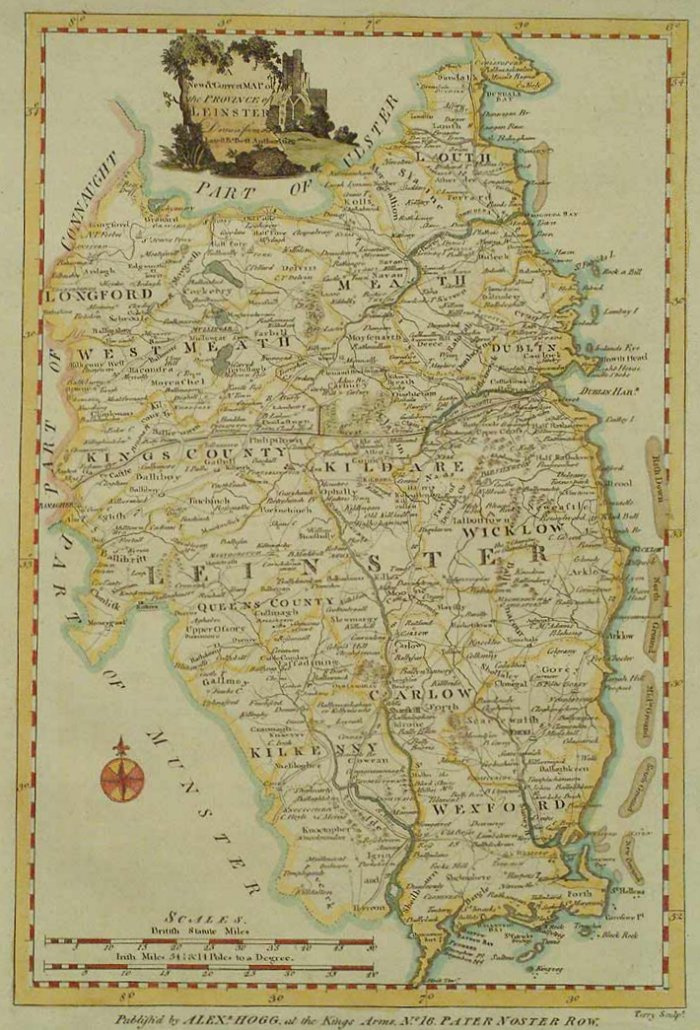
Le Leinster cartographié en 1784 par Alexander Hogg.

Le décès en 1766 du prétendant Jacques Stuart, son successeur Bonnie Prince Charlie n'étant plus reconnu par la France en vertu du traité d'Aix-la-Chapelle, libère les jacobites de leur allégeance personnelle et fait naître un espoir de réforme. Deux ans plus tard, le député de Callan, Henry Flood, obtient la Loi octonniale limitant la durée du mandat des parlementaires. En 1772 et 1773, il fait paraître les Baratariana, une persanerie dénonçant la tyrannie et le système de corruption du Parlement d'Irlande.
Le 16 avril 1782, une manifestation sans précédent accompagne dans Dublin son successeur à la tête du Parti patriotique irlandais Henry Grattan jusqu'aux portes du Parlement, dont il obtient un mois plus tard la Constitution de 1782. En novembre 1783, son partenaire à la Chambre des lords, James Caulfeild, prend le commandement de la milice des Volontaires irlandais. Parce qu'elle s'est discréditée en soutenant une Révolution française alliée contre la Grande-Bretagne dans la guerre d'indépendance des États-Unis, la « Convention nationale » inaugurée par ses membres le 10 de ce mois à Dublin n'obtient pas du Parlement les réformes proposées.
En 1791, l'avocat dublinois Wolfe Tone fait paraître successivement un appel à l'indépendance et un plaidoyer laïciste, l'Argument au nom des Catholiques, texte fondateur de la Société des Irlandais unis. À la suite de leur interdiction en 1792, les deux cent quatre vingt mille membres de celle-ci entrent dans la clandestinité. Leur propagande contre les « orangistes notoires » est diffusée dans Dublin par la campagne d'affichage de l'Union Star, équivalent clandestin du journal Northern Star. L'agitation révolutionnaire se répand également en Grande-Bretagne. L'habeas corpus y est suspendu en 1794 et le colonel dublinois Edward Despard, desservi par ses origines, est arrêté en 1798 à Londres et enfermé arbitrairement pendant quatre ans.

#### La Révolution irlandaise dans le Leinster (1798-1800)
Déclenchée précipitamment le 23 mai 1798 à Dublin par la Société des Irlandais unis, la Révolution irlandaise commence par un échec, en grande partie à cause de l'arrestation de quelques-uns de ses chefs, son responsable pour le Leinster, Olivier Bond (en) et ses adjoints en mars, et le 18 mai le cinquième fils du duc du Leinster, Edward Fitz Gerald, figure charismatique de la rébellion dénoncée par un agent double.
le 24 mai, plusieurs centaines d'insurgés négocient leur reddition à la suite de la bataille de Kilcullen. Ils seront massacrés le 29 lors de leur rassemblement à Gibbet Rath. Victorieuse le même jour du 24 à Prosperous et Ballymore-Eustace, l'armée rebelle occupe Naas et le comté de Kildare mais ces victoires provoquent par réaction les tueries de Dunlavin et de Carnew. Douze jours plus tard, en représailles, ce dernier village sera livré aux flammes par les partisans du colonel Perry (en). Le 25, les rebelles défilant dans la ville conquise sont pris dans une double embuscade à Carlow. Les tirs depuis derrière les volets des maisons font quelque cinq cents morts, civils et militaires. Cent cinquante autres seront exécutés sommairement dans les dix jours suivants. Dans la campagne du comté de Laois, les villas des colons sont attaquées et âprement défendues par leurs yeomen.
Après leur facile victoire à la colline d'Oulart le 27 puis l'occupation de Wexford même, les quelque dix mille rebelles du Wexford connaissent une série de défaites, infligées par vingt mille adversaires :
- le 1er juin, la bataille de Bunclody (en),
- le 5 juin, la bataille de New Ross, à la suite de laquelle quelques prisonniers révolutionnaires sont exécutés comme traîtres au roi George et cent à deux cents prisonniers loyalistes sont brûlés vifs à Scullabogue Barn,
- le 9 juin, la bataille d'Arklow,
- le 21 juin, la décisive bataille de Vinegar Hill, qui est suivie d'un second massacre de prisonniers loyalistes et,
  - le 30, de l'embuscade du général Holt à Ballyellis,
  - de la contre-attaque du capitaine Michael Dwyer à Ballydrohid
- le 14 juillet, les batailles de Knightstown Bog, dans le Meath, et de Ballyboughal, au nord de Dublin.

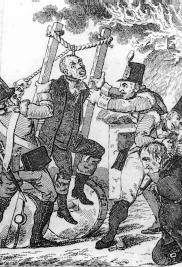
De 1798 à 1803, la répression dans les campagnes entretient un climat de guerre civile peu documentée, sinon du point de vue des vainqueurs. Ici, semi-pendaison d'un « tondu » enjoint de dénoncer son appartenance à la Société des Irlandais unis et ses complices.

Le corps expéditionnaire français du général Humbert, envoyé en soutien et débarqué le 22 août dans l'éphémère République du Connaught, est défait au cours de sa marche sur Dublin par le contre-amiral Cornwallis à la frontière du Leinster lors de la bataille de Ballinamuck, le 8 septembre.
La répression contre les « tondus », reconnaissables à leur mise de sans culotte, est conduite maison par maison par les yeomen selon un protocole incluant flagellation, torture du picquet, semi-pendaison et, spécialement inventé pour la circonstance, supplice du goudron. La résistance se réfugie dans les monts Wicklow où son état major est cerné le 15 février 1799 dans la ferme de Derrynamuck. Le sacrifice héroïque de ses officiers permet au capitaine Michael Dwyer de s'en évader et de poursuivre l'action clandestine.

### Le Leinster dans le Royaume-Uni

#### La résistance à l'annexion dans le Leinster (1801-1803)
Contrairement aux promesses initiales du Premier ministre Pitt le Jeune, l'Union en 1801 de l'Irlande et de la Grande-Bretagne entraîne la dissolution du Parlement de Dublin. Le roi George, prince allemand soucieux de s'affirmer comme chef de l'Église d'Angleterre, refuse d'amender l'Acte de suprématie et déçoit tout espoir d'émancipation des catholiques.
Dans le Leinster, une pénétrante dressée de casernes de cantonnement à Glencree, Laragh, Glenmalure, et Aghavannagh, la « Route Militaire », est construite sur un parcours traversant du nord au sud la zone de résistance des monts Wicklow. Le dispositif de contrôle est élargi par un réseau de routes à péage.
En octobre 1802, Robert Emmet, survivant des Irlandais unis ayant obtenu l'appui de Napoléon par l'entremise d'Arthur O'Connor, revient d'exil dans son Dublin natal. Relayé par James Hope, il prépare avec John Allen une insurrection en coordination avec Thomas Russell, caché en Ulster à Loughinisland (en). Les partisans de Michael Dwyer venus s'approvisionner en armes auprès de lui sont déçus et prévoient de participer à l'insurrection en marchant sur Dublin depuis leur base des monts Wicklow. Malgré ces dissensions, l'assaut contre le Château de Dublin est déclenché le 23 juillet 1803 mais, dans l'indiscipline, tourne à une simple émeute dans la rue Thomas, matée durant la nuit. Trente soldats et cinquante rebelles, ainsi que le chancelier Kilwarden, y perdent la vie.

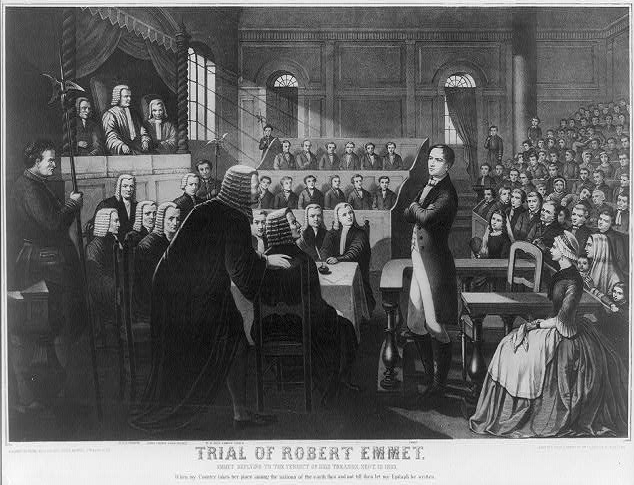
La légende de Robert Emmet, celébrée par les romantiques, naît avec son Discours depuis le banc des accusés.

Arrêté chez sa fiancée secrète le 25 août, Sarah Curran, Robert Emmet est condamné et exécuté « hanged, drawn and quartered », en réalité pendu et décapité après son décès, le 20 septembre. Son ultime déclaration, le Discours depuis le banc des accusés, devient, à l'instar de celui de William Orr (en), un programme de propagande largement diffusé durant les décennies suivantes. Son corps n'ayant pas été réclamé, par crainte d'une arrestation, le lieu de son ensevelissement fait encore aujourd'hui l'objet de spéculations. Anne Devlin (en), la cousine de Michael Dwyer qui lui servait de couverture dans Dublin, est torturée, en vain, par semi-pendaison. Tous ses proches sont emprisonnés avec elle dans la prison panoptique de Kilmainham et y subissent des violences policières. Son frère de neuf ans, malade, n'y survit pas. Elle-même sera libérée en 1806 et deviendra une icône de la résistance, financièrement aidée par les sympathisants. Thomas Russell est arrêté à son tour à Dublin et est exécuté quelques semaines plus tard, le 21 octobre. En décembre, Michael Dwyer capitule et est déporté en Australie.

« Quand mon pays aura pris sa place parmi les nations de la terre, alors et pas avant, vous écrirez mon épitaphe : Je l'ai fait ! »

— Reformulation retenue pour diffusion de la dernière phrase
 du Discours depuis le banc des accusés de Robert Emmet.

#### Le Leinster de la «pre Famine» (1804-1844)
En février 1831, Patrick "Patt" Lalor (en), un fermier de Tinnakill, harangue la foule de Maryborough et l'appelle à une campagne de désobéissance civile, la guerre de la Dîme (en).